# 알바니아 요리

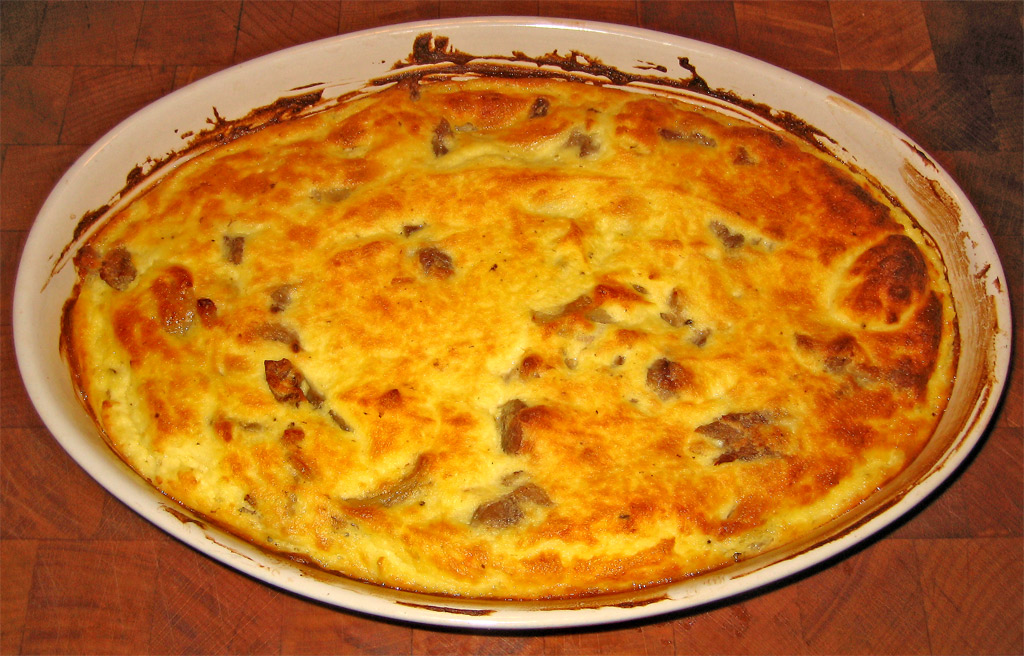
타버 코시

알바니아 요리(Albania 料理, 알바니아어: kuzhina shqiptare 쿠지나 슈칩타레)는 동남유럽 발칸반도에 있는 알바니아의 요리이다. 오래된 역사동안 여러 민족과 국가의 영향을 많이 받았다. 알바니아의 영토는 지금까지 그리스, 이탈리아, 오스만 투르크 하에 지배받기도 했으며 이러한 민족의 영향력이 끼친 영향력이 상당히 크다고 할 수 있다.
알바니아인들이 가장 중시하는 식사는 점심이며 대개 신선한 채소로 요리한 샐러드를 먹는다. 샐러드는 토마토, 오이, 올리브 기름과 식초, 소금으로 버무려 먹는 형태이며 샐러드 외에는 야채와 육류를 함께 먹는다. 해산물은 해안 지대에서만 먹을 수 있는 별미에 가깝다.

## 요리

### 애피타이저
- 치킨 요리
- 콩요리 : 포도 잎에 쌀을 담아 넣은 요리
- 사우어 크라우스트 : 김치와 유사한 발효식품의 일종

### 생선 요리
- 오븐에 구운 송어 요리 : 대개 토마토와 양파 첨가
- 올리브 기름과 생선을 구워서 먹는 요리

### 육류
- 양고기와 그 요구르트
- 미트볼
- 코르스 콜로패스

### 음료
알바니아에서는 술이 아니라면 생수를 가장 즐겨마시고 다음으로 탄산 음료를 많이 찾는다. 자국 내에 공장이 있는 음료도 있고 수입인 경우도 있다.

## 같이 보기
- 유럽 요리
- 지중해 요리